# Hendrik Wallat
Hendrik Wallat (* 17. Juni 1979 in Hannover) ist ein an der Leibniz Universität in Hannover arbeitender deutscher Soziologe, Philosoph und Politikwissenschaftler sowie Buchautor.

## Leben
Wallat studierte an der Universität Hannover Politische Wissenschaft, Geschichte, Soziologie und Philosophie. Er schloss sein Studium ebenda 2008 mit der Promotion zum Dr. phil. in Politische Wissenschaft bei Gert Schäfer ab. Es folgten Lehraufträge in Philosophie bzw. Sozialwissenschaften an der Universität Oldenburg, der FH Düsseldorf sowie im Niedersächsischen Studieninstitut für kommunale Verwaltung. Seit 2012 ist Wallat als Assistenz von Oskar Negt erneut an der Leibniz Universität tätig, seit 2016 im von der Hans-Böckler-Stiftung finanzierten Forschungsprojekt Politische Philosophie.
Neben seiner Hochschultätigkeit äußert sich seine wissenschaftliche Arbeit in Artikeln, Vorträgen sowie größeren Publikationen, darunter seit 2009 auch einige Sachbücher und Monografien. Wallat veröffentlicht seine Texte außer in wissenschaftlichen Verlagen auch über Onlinepublikationen und bei linken Verlagsprojekten im politischen Kontext der Assoziation Linker Verlage. Er ist Beiratsmitglied der sozialwissenschaftlichen Online-Fachpublikation Kritiknetz – Zeitschrift für kritische Theorie der Gesellschaft.

## Rezeption
Peter Nowak rezensierte in analyse & kritik den von Wallat herausgegebenen Sammelband Gewalt und Moral, in dem eine „historisch-philosophische Annäherung an die Gewaltfrage in Emanzipationsbewegungen“ versucht wird. Dieser Anspruch werde „in dem Buch auf hohem wissenschaftlichem Niveau eingelöst.“ Als verbindendes zentrales Moment der von sieben weiteren Autoren stammenden Texte macht Nowak die Frage aus „wann die Oktoberrevolution und die von ihr ausgehenden weltweiten linken Bewegungen ihren emanzipatorischen Anspruch verloren haben.“ Bemängelt wird von Nowak der teilweise vorherrschende „akademische Jargon“.
Philippe Kellermann bescheinigte Wallat breitgefächerte Interessen sowie eine unorthodoxe Herangehensweise an die Philosophiegeschichte, die sich schon in seiner Dissertation Das Bewusstsein der Krise. Marx, Nietzsche und die Emanzipation des Nichtidentischen in der politischen Theorie 2009 gezeigt habe.
In der Zeitschrift für linke Theorie und Debatte grundrisse veröffentlichte Kellermann eine wohlwollende Buchbesprechung zu der 2012 erschienenen Untersuchung linker Bolschewismuskritik Staat oder Revolution, in der Wallat aufzeige, dass es „auch in der Geschichte des so furchtbar gescheiterten kommunistischen Emanzipationsversuchs stets Alternativen“ gegeben habe. Dazu betrachtet Wallat Protagonisten verschiedener Richtungen zeitgenössischer linker Bolschewismusrezeption und -kritik. Über Lenin selbst, Georg Lukács und den Anarchosyndikalisten Rudolf Rocker, erreiche das Werk seinen Höhepunkt in Wallats Analyse Isaak Steinbergs Gewalt und Terror in der Revolution. Darin zeige Steinberg minutiös auf, dass jedwede mögliche Rechtfertigung von Terror zur Verteidigung der Revolution falsch sei. Für die Neuauflage des Buches im Jahr 2024 – nach 1931 und 1974 die dritte deutsche Ausgabe – steuerte Wallat ein Nachwort bei.

## Veröffentlichungen (Auswahl)

### Buchautorenschaft (Sachbücher und Monografien)
- Das Bewusstsein der Krise. Marx, Nietzsche und die Emanzipation des Nichtidentischen in der politischen Theorie. transcript, Bielefeld 2009, ISBN 978-3-8376-1218-9.
- Staat oder Revolution. Aspekte und Probleme linker Bolschewismuskritik. edition assemblage, Münster 2012, ISBN 978-3-942885-17-1.
- Oktoberrevolution oder Bolschewismus. Studien zu Leben und Werk von Isaak N. Steinberg. edition assemblage, Münster 2013, ISBN 978-3-942885-46-1.
- Fundamente der Subversion. Über die Grundlagen materialistischer Herrschaftskritik. Unrast Verlag, Münster 2015, ISBN 978-3-89771-586-8.
- Das Scheitern der Befreiung. Politisch-philosophische Essays, Unrast Verlag. Münster 2017; ISBN 978-3-89771-237-9.
- Kritik der politischen Philosophie. Ein Abriss klassischer Varianten der Herrschaftslegitimation von Platon bis zum Postmarxismus. Springer VS, Wiesbaden 2017, ISBN 978-3-658-13706-9.
- Politischer Marxismus. Ellen M. Woods Beitrag zur Aktualisierung des historischen Materialismus. Westfälisches Dampfboot, Münster 2021, ISBN 978-3-89691-063-9.
- Verwaltung von Sachen? Die Entpolitisierung des Materialismus bei Engels (und Marx). Verlag Edition AV, Bodenburg 2023, ISBN 978-3-86841-298-7
- Dyspraxia. Kritische Theorie im Sog der Negativität, Velbrück, Weilerswist 2023, ISBN 978-3-95832-343-8.
- Maximalismus. Studien zum politischen Denken von Isaak N. Steinberg. Verlag Edition AV, Bodenburg 2025, ISBN 978-3-86841-326-7.

### Herausgeberschaft
- Gewalt und Moral. Eine Diskussion der Dialektik der Befreiung. Unrast Verlag, Münster 2014, ISBN 978-3-89771-543-1.

### Bearbeiter
- Negt, Oskar: Politische Philosophie des Gemeinsinns, 3 Bände, jeweils bearbeitet und mit einem Nachwort von H. Wallat, Steidl Verlag, Göttingen 2019–2022:
  - Bd. 1: Ursprünge europäischen Denkens: Die griechische Antike, 2019, ISBN 978-3-95829-650-3.
  - Bd. 2: Philosophie und Gesellschaft, Immanuel Kant, 2020, ISBN 978-3-95829-821-7.
  - Bd. 3: Politik der Ästhetik: Die Romantik, 2022, ISBN 978-3-95829-982-5.

### Weiteres (Artikel, Aufsätze und Vorträge, Internetquellen)
- Nachwort in Isaak Steinberg: Gewalt und Terror in der Revolution: das Schicksal der Erniedrigten und Beleidigten in der russischen Revolution; Bremen, Anares 2024, ISBN 978-3-935716-83-3
- Der Fetischbegriff im Kontext der Marx’schen Theorie, veröffentlicht 2011 als Hörvortrag online bei der Rosa Luxemburg Stiftung
- Nietzsches Metaphysikkritik und die negative Metaphysik, veröffentlicht am 13. August 2019 online auf Kritiknetz – Zeitschrift für kritische Theorie der Gesellschaft
- Faschismusanalyse und Marxismuskritik bei Simone Weil. Helle Panke, 2011. (Philosophische Gespräche, Heft 21)